# Mein Freund, der Delfin
Mein Freund, der Delfin (Originaltitel: Dolphin Tale) ist ein Spielfilm, der die Freundschaft zwischen einem Jungen und einem Delfin schildert und auf einer wahren Begebenheit beruht. Der Film erschien am 23. September 2011 in den USA und am 15. Dezember in Deutschland.

## Handlung
Der Junge Sawyer findet zusammen mit einem Angler einen verletzten Delfin am Strand von Clearwater in Florida. Das Delfinweibchen, das den Namen Winter erhält, wird in ein nahegelegenes Meerestierhospital gebracht. Hier gelingt es Dr. Clay Haskett das Leben des Tieres zu retten, aber seine Fluke muss amputiert werden. Daraufhin beginnt Winter selbst, eine alternative Art zu Schwimmen zu entwickeln: Sie bewegt ihren Stumpf von Seite zu Seite, wie ein Fisch seine Schwanzflosse. Dies stärkt im Nebeneffekt die seitlichen Muskeln im Schwanz. Man befürchtet, dass der unnatürliche Muskelaufbau langfristig ihre Wirbelsäule schädigen würde. Sawyer, der sich mit Hasketts Tochter Hazel anfreundet, vernachlässigt zur Sorge seiner Mutter die Schule, um Zeit mit Winter zu verbringen. In einem Militärkrankenhaus lernt Sawyer Dr. Cameron McCarthy kennen, der ein Spezialist für die Anfertigung von Prothesen ist. Dieser soll versuchen, eine künstliche Fluke zu konstruieren, aber alle Versuche scheitern zunächst, da Winter ihren neuen Körperteil immer wieder abschüttelt. Obendrein verwüstet auch noch ein Sturm das Tierhospital, das daraufhin in finanzielle Schwierigkeiten gerät. Zur Lösung dieser Krise kommt Sawyer auf die Idee einen „Save Winter Day“ zu veranstalten. Dr. Cameron McCarthy gelingt es schließlich, eine Prothesenbefestigung aus einem neuen, besonders hautfreundlichen und zugleich gut haftenden Material zu entwickeln, was nicht nur dem Delfin hilft, sondern seitdem bei Amputierten auf der ganzen Welt angewendet wird.

## Hintergrund
Zwischen Film und Realität gibt es eine Reihe von Unterschieden. So wird Winter im Film im Sommer bei Clearwater gefunden, tatsächlich jedoch im Dezember in der Moskito-Lagune, die auf der gegenüberliegenden Seite des US-Bundesstaates Florida liegt. In Wirklichkeit hatte das Clearwater Marine Hospital keine finanziellen Probleme und musste nicht gegen seine Schließung kämpfen. Im Film wird erwähnt, dass Winters Flosse amputiert werden musste, tatsächlich fiel die Flosse durch die durchtrennte Blutversorgung von allein ab. Die Entwicklung der künstlichen Flosse dauerte über ein Jahr im Gegensatz zu dem im Film dargestellten Zeitraum von einigen Wochen. Das neue Material für die Prothesenbefestigung wurde in Wirklichkeit nach Winter benannt und trägt den Namen „WintersGel“.

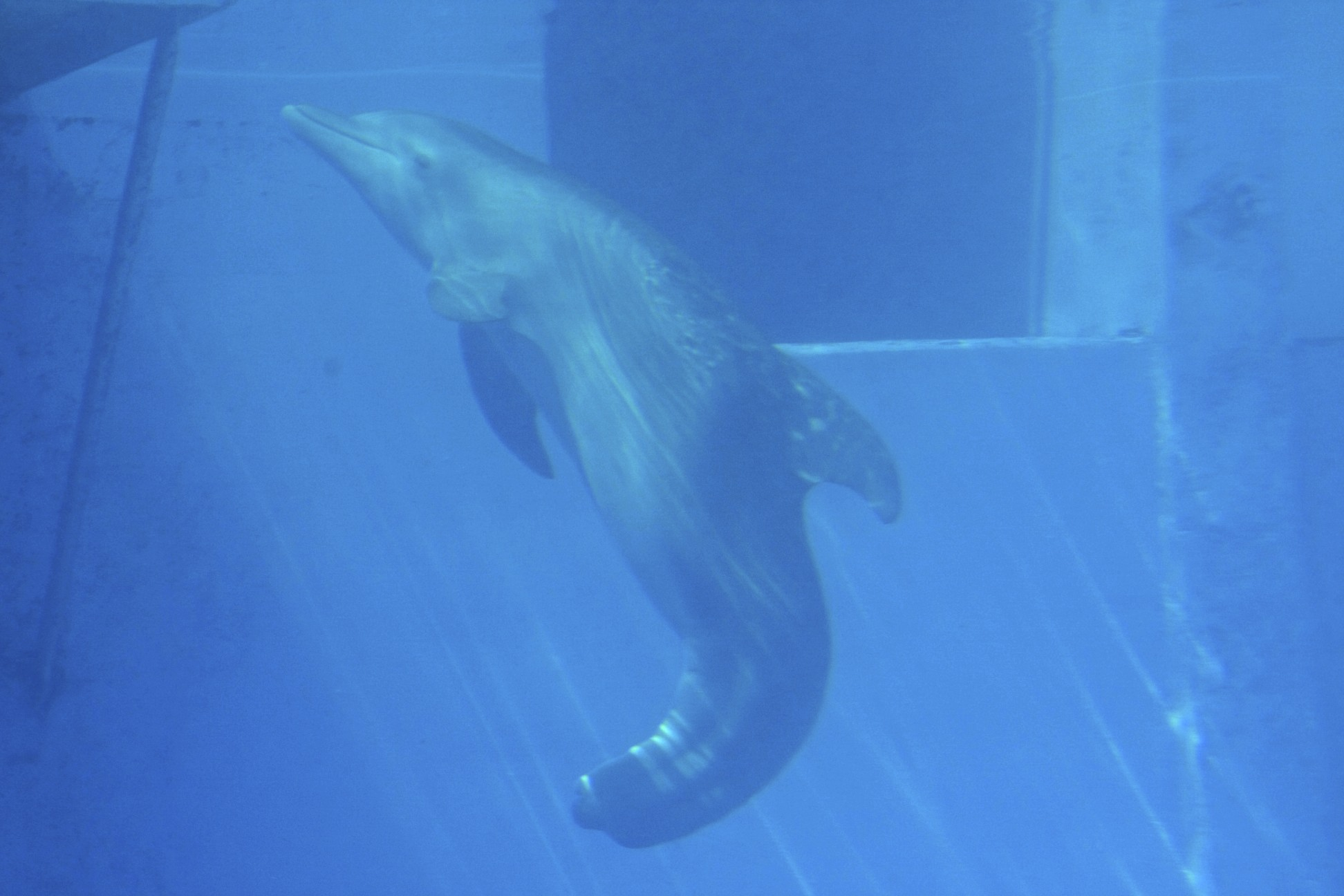
Winter, der schwanzflossenlose Delfin schwimmt ohne Prothese.

## Kritik
Der Film erhielt sehr positive Kritiken. Rotten Tomatoes verzeichnet eine positive Wertung von 82 %, basierend auf 106 Kritiken mit einer durchschnittlichen Wertung von 6,5 von 10 Punkten. Bei Metacritic erhielt der Film eine Wertung von 64 Punkten, basierend auf 30 Bewertungen.

„Dass der Film unterhalten möchte, ist keine Frage. Dazu trägt mit Sicherheit die Spielfreude der beteiligten Darsteller bei als auch die konventionelle, kindgerechte Dramaturgie und Erzählweise. Auch die FBW-Jury konnte nicht umhin, sehr viel Sympathie für dieses Comeback tradiierter amerikanischer Werte und Wertvorstellungen zu zeigen. Und eben jene Werte wirken in Mein Freund, der Delfin wahrhaft unsterblich und fast schon zu gut, um wirklich wahr zu sein. (…) Über allem die Zauberformel: ‚Gebt niemals auf!‘ Und außerdem: ‚Family forever!‘ Wer kann sich diesem Zauber schon entziehen?“

„Nicht aufgeben und selbst bei Rückschlägen den Kopf nicht in den Sand stecken, umdenken und wieder angreifen lautet die Parole. So durchschaubar der formelhafte Aufbau dieses Sommermärchens auch sein mag, gerade das jüngere Publikum wird sich von dieser Welt betören lassen. Um auf den Boden der unbeschönigten Tatsachen zurückzukommen, sei den Eltern THE COVE (Die Bucht) empfohlen.“

## Fortsetzung
Im September 2014 hatte die Fortsetzung des Filmes Premiere. Der deutsche Kinostart von Mein Freund, der Delfin 2 war am 9. Oktober 2014.